# Tubificoides dukei
Tubificoides dukei är en ringmaskart som först beskrevs av Cook 1969.  Tubificoides dukei ingår i släktet Tubificoides och familjen glattmaskar. Inga underarter finns listade i Catalogue of Life.